# Sondernbusch
Sondernbusch oder auch Im Sondern ist ein Waldgebiet im Osten der nordrhein-westfälischen Großstadt Wuppertal.
Der Wald erstreckt sich zwischen den Tälern des Herbringhauser Bachs im Westen, der in einer Schleife verlaufenden Wupper im Norden und dem Lohmühlenbach und der Landesstraße 411 im Osten. Nach dem Wald sind die Siedlungen und Hofschaften Sondern, Ober- und Niedersondern benannt. Der Süden erstreckt sich bis zur Ortslage Obersondern. Das Gelände ist topografisch stark ausgeprägt, der Höhenunterschied zwischen dem tiefsten Punkt an der Wupper und dem in der Ortslage Sondern beträgt 120 Meter. 
Entlang der Wupper verläuft die Trasse der stillgelegten Wuppertalbahn am Fuß des Waldgebiets, der  nördliche Ausläufer des Bergsporns wird mittels des Beyenburger Tunnels unterquert. Der Wuppertaler Rundweg und andere Ortswanderwege durchqueren den Wald, auf der Höhenlage befindet sich ein Sportplatz.

## Etymologie und Geschichte
Der Name Sondernbusch entstammt seiner Funktion als herzoglicher Kameralwald, der im Gegensatz zu den bäuerlichen Markwald mit eigenen, also besonderen Rechten der Herrschaftsverwaltung versehen war. 1715 ist der Wald auf der Topographia Ducatus Montani als Sonder-Busch eingezeichnet.
Eine Forstkarte aus dem Jahr 1799 gibt Aufschluss über die Ausdehnung des Kameralwaldes. Zwei Linien der Bergischen Landwehr durchquerten den Wald. Am Westrand verlief seit dem Mittelalter ein Teil des Heerwegs Köln–Dortmund.
Am Fuße des bewaldeten Höhenzug lag am Herbringhauser Bach die Untere Herbringhauser Talsperre, am Bachlauf selbst befanden sich seit dem 17. Jahrhundert drei im 19. Jahrhundert abgegangene, mit Wasserkraft betriebene Hammerwerke: der Oberste Herbringhauser Hammer, der Mittlere Herbringhauser Hammer und der Unterste Herbringhauser Hammer (auch Grabers Hammer genannt), dessen letzte Gebäude der Talsperre weichen musste. Am Lohmühlenbach befand sich die Beyenburger Lohmühle.
Im Norden siedelte sich in einer Wupperschleife bei Dahlhausen die Papierfabrik Erfurt und Sohn an, die dort die Raufasertapete erfand und bis heute produziert.
Im Zur guten Hoffnung genannten Bergsporn an der Nordseite des Sondernbuschs wurde seit Ende des 19. Jahrhunderts ein großflächiger Steinbruch angelegt. Dieser acht Hektar große, 55 Meter tiefe Steinbruch wurde von 1953 bis 1974 als Wuppertaler Mülldeponie wieder verfüllt und oberflächlich renaturiert.
Koordinaten: 51° 14′ 56″ N, 7° 16′ 30″ O